# Mistrzostwa Albanii w piłce siatkowej mężczyzn
Mistrzostwa Albanii w piłce siatkowej mężczyzn – najwyższa w hierarchii klasa męskich ligowych rozgrywek siatkarskich w Albanii założona w 1946 roku. Rywalizacja w niej toczy się - co sezon, systemem ligowym - o tytuł mistrza Albanii, a za jej prowadzenie odpowiada Albański Związek Piłki Siatkowej. 

## Mistrzowie
| Sezon     | Mistrz                     |
| --------- | -------------------------- |
| 1946      | Ylli i Kuq Durrës          |
| 1947      | 17 Nëntori                 |
| 1948      | 17 Nëntori                 |
| 1949      | 17 Nëntori                 |
| 1950      | Partizani Tirana           |
| 1951      | Puna Durrës                |
| 1952      | Partizani Tirana           |
| 1953      | Partizani Tirana           |
| 1954      | Partizani Tirana           |
| 1955      | Partizani Tirana           |
| 1956      | Dinamo Tirana              |
| 1957      | Spartaku Tirana/17 Nëntori |
| 1958      | Partizani Tirana           |
| 1959      | Partizani Tirana           |
| 1960      | Partizani Tirana           |
| 1961      | Partizani Tirana           |
| 1962      | Partizani Tirana           |
| 1963      | Lokomotiva Durrës          |
| 1964      | Dinamo Tirana              |
| 1965      | Dinamo Tirana              |
| 1966      | Dinamo Tirana              |
| 1967      | Dinamo Tirana              |
| 1968/1969 | Dinamo Tirana              |
| 1969/1970 | Dinamo Tirana              |
| 1970/1971 | Dinamo Tirana              |
| 1971/1972 | Dinamo Tirana              |
| 1972/1973 | Partizani Tirana           |
| 1973/1974 | Dinamo Tirana              |
| 1974/1975 | Dinamo Tirana              |
| 1975/1976 | Partizani Tirana           |
| 1976/1977 | Dinamo Tirana              |
| 1977/1978 | Dinamo Tirana              |
| 1978/1979 | Dinamo Tirana              |
| 1979/1980 | Dinamo Tirana              |
| 1980/1981 | Partizani Tirana           |
| 1981/1982 | Dinamo Tirana              |
| 1982/1983 | Dinamo Tirana              |
| 1983/1984 | Dinamo Tirana              |
| 1984/1985 | Dinamo Tirana              |
| 1985/1986 | Dinamo Tirana              |
| 1986/1987 | 17 Nëntori                 |
| 1987/1988 | 17 Nëntori                 |
| 1988/1989 | Dinamo Tirana              |
| 1989/1990 | Dinamo Tirana              |
| 1990/1991 | Dinamo Tirana              |
| 1991/1992 | Tirana                     |
| 1992/1993 | Tirana                     |
| 1993/1994 | Tirana                     |
| 1994/1995 | Studenti Tirana            |
| 1995/1996 | Olimpik Tirana             |
| 1996/1997 | Erzeni                     |
| 1997/1998 | Erzeni                     |
| 1998/1999 | Erzeni                     |
| 1999/2000 | Studenti Tirana            |
| 2000/2001 | Teuta Durrës               |
| 2001/2002 | Studenti Tirana            |
| 2002/2003 | Studenti Tirana            |
| 2003/2004 | Studenti Tirana            |
| 2004/2005 | Studenti Tirana            |
| 2005/2006 | Dinamo Tirana              |
| 2006/2007 | Studenti Tirana            |
| 2007/2008 | Studenti Tirana            |
| 2008/2009 | Studenti Tirana            |
| 2009/2010 | Studenti Tirana            |
| 2010/2011 | Teuta Durrës               |
| 2011/2012 | Studenti Tirana            |
| 2012/2013 | Studenti Tirana            |
| 2013/2014 | Studenti Tirana            |
| 2014/2015 | Studenti Tirana            |
| 2015/2016 | Studenti Tirana            |
| 2016/2017 | Vllaznia Szkodra           |
| 2017/2018 | Erzeni                     |
| 2018/2019 | Partizani Tirana           |
| 2019/2020 | tytuł nie został przyznany |
| 2020/2021 | Partizani Tirana           |
| 2021/2022 | Tirana                     |
| 2022/2023 | Tirana                     |
| 2023/2024 | Partizani Tirana           |
| 2024/2025 | Partizani Tirana           |